# Donjon

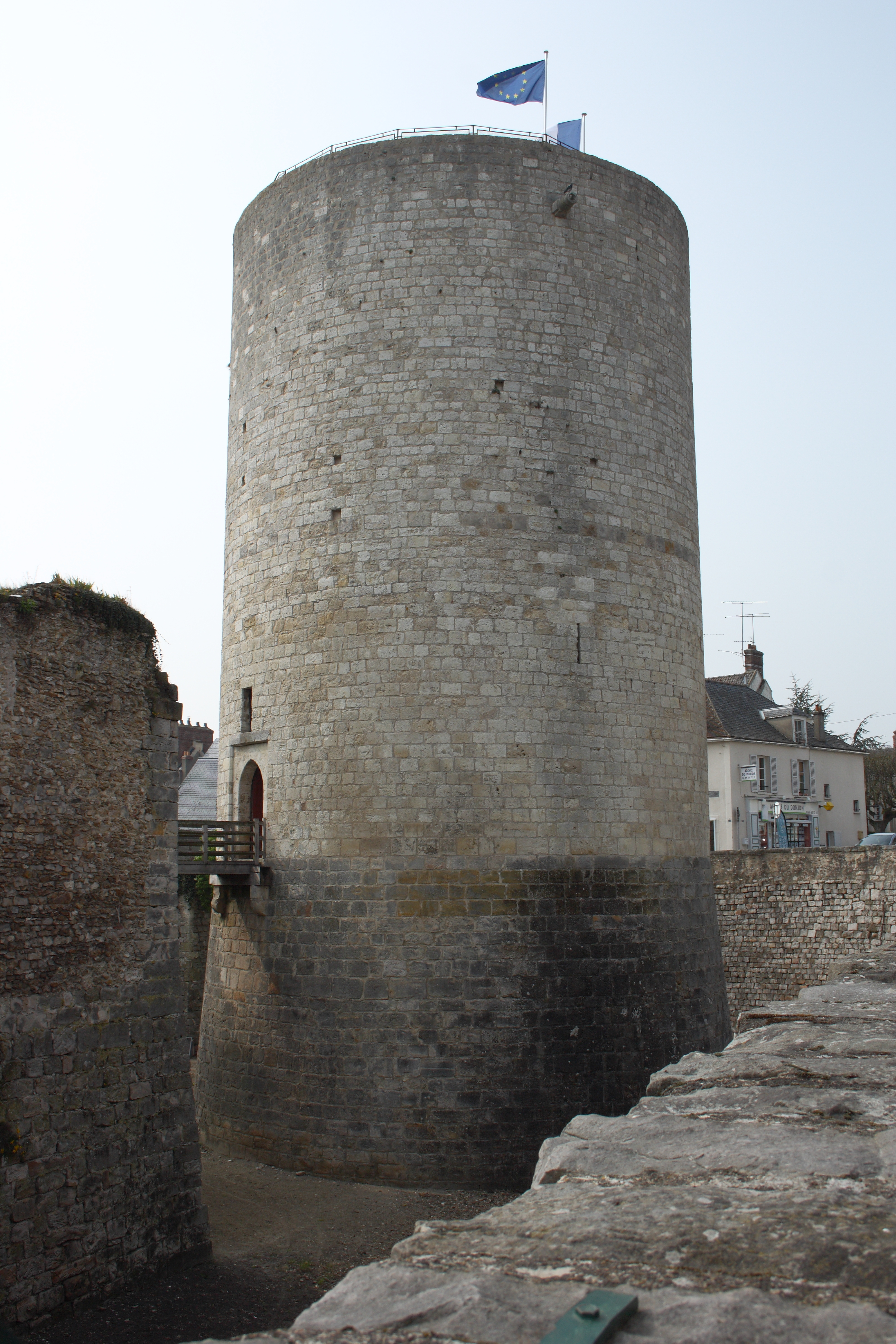
Donjon met toegang op de 1ste verdieping boven een droge gracht in Dourdan (Frankrijk)

Een donjon is een middeleeuwse versterkte woontoren, al dan niet gebouwd op een motte. De eerste donjons waren van hout; later werden ze gebouwd met stenen uit een steengroeve of in baksteen.
De naam is afkomstig van het Gallo-Romaanse woord dominionem (op zijn beurt weer afgeleid van het Latijnse dominium/dominus) en betekent zoiets als "(huis van de) Heer".
De donjons waren torenvormig omdat dit gemakkelijker te verdedigen is. Inwendig bevat de toren drie tot vijf kamers boven elkaar, die oorspronkelijk steeds een hele verdieping beslaan. Over het algemeen had minstens één kamer een stookplaats. De oudste woontorens hebben een ingang op een van de hogere gelegen verdiepingen, waarbij de onderste ruimten of 'kelders' alleen van binnenuit toegankelijk waren. De jongere woontorens hebben hun ingang op de begane grond.
Veel donjons hadden een louter residentiële functie als eenvoudige torenvormige adellijke woning, een stevig bouwwerk met verdedigingselementen zoals een ophaalbare toegang en kelders die als toevluchtsoord dienst konden doen en die een eventuele belaging konden doorstaan. Ze waren meer bedoeld om de familie te beschermen dan echt defensief. Sommige donjons werden om militaire strategische reden gebouwd en zijn niet bedoeld om te bewonen. 
Een donjon was aanvankelijk een zelfstandig bouwwerk. In veel gevallen werd een donjon in de loop der tijd uitgebouwd met bijkomende vleugels, of werd de donjon opgenomen in een ommuurde vesting. Zo ontwikkelde zich het kasteel, waarbij de donjon diende als laatste toevluchtsoord.
De hoogste donjons van Europa zijn die van het kasteel van Vincennes en die in Crest (beide in Frankrijk), allebei 52 meter hoog. Tot zijn verwoesting tijdens de Eerste Wereldoorlog was de donjon van het kasteel van Coucy, eveneens in Frankrijk, met 56 meter nog iets hoger.
In het Vlaams gewest zijn 54 bewaarde donjons gerepertorieerd.

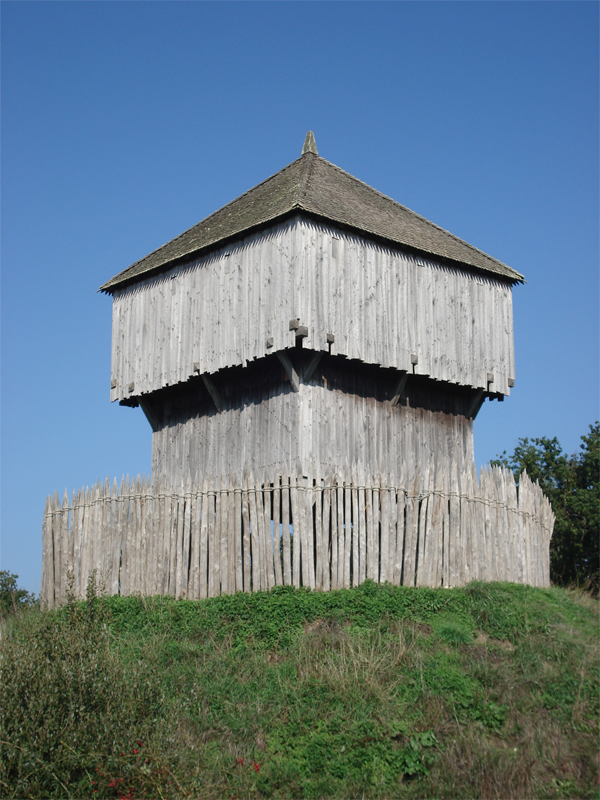
Reconstructie van een houten Donjon met palissade in Saint-Sylvain-d'Anjou
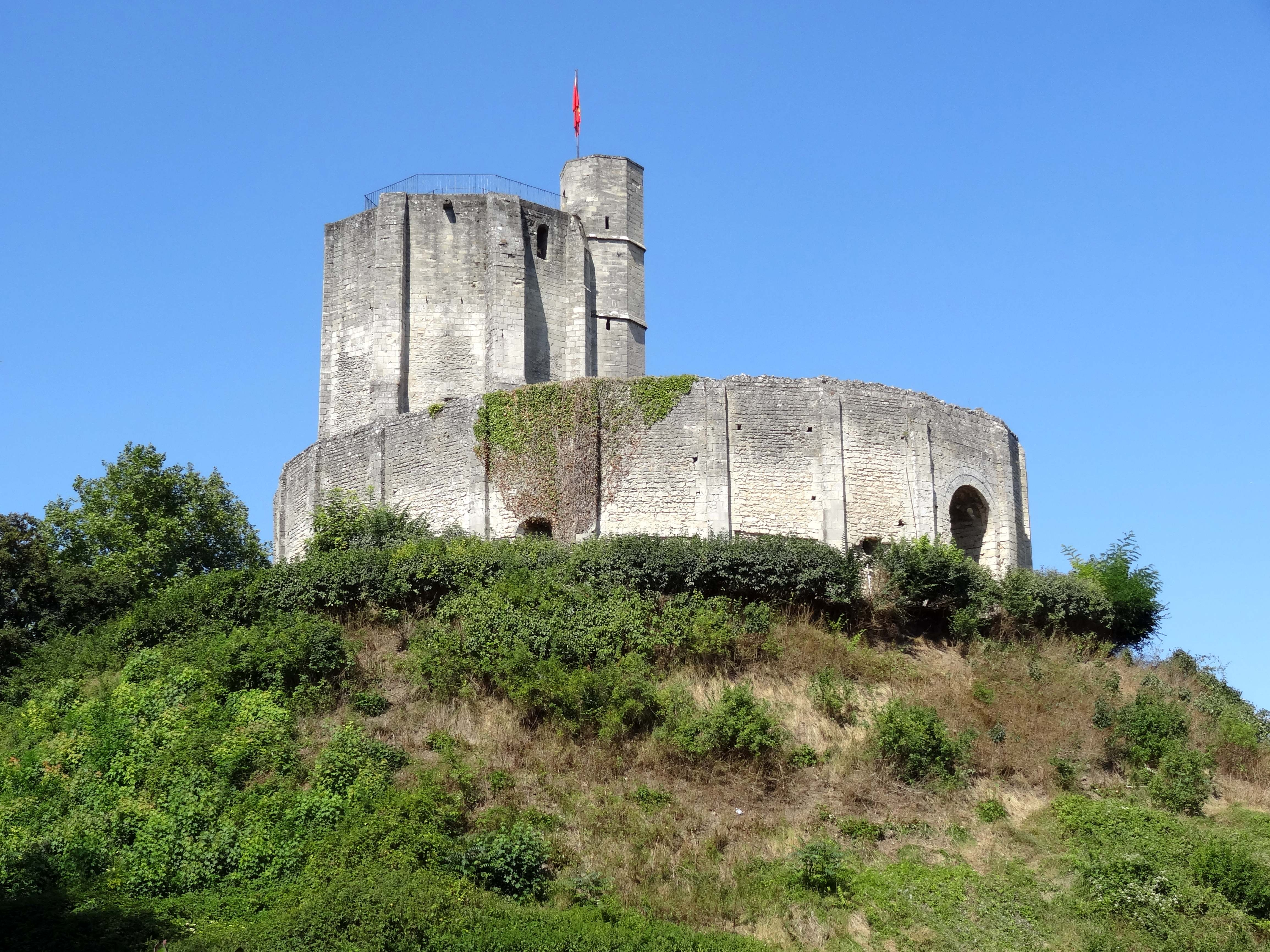
Donjon van Gisors (Frankrijk) met stenen omheining
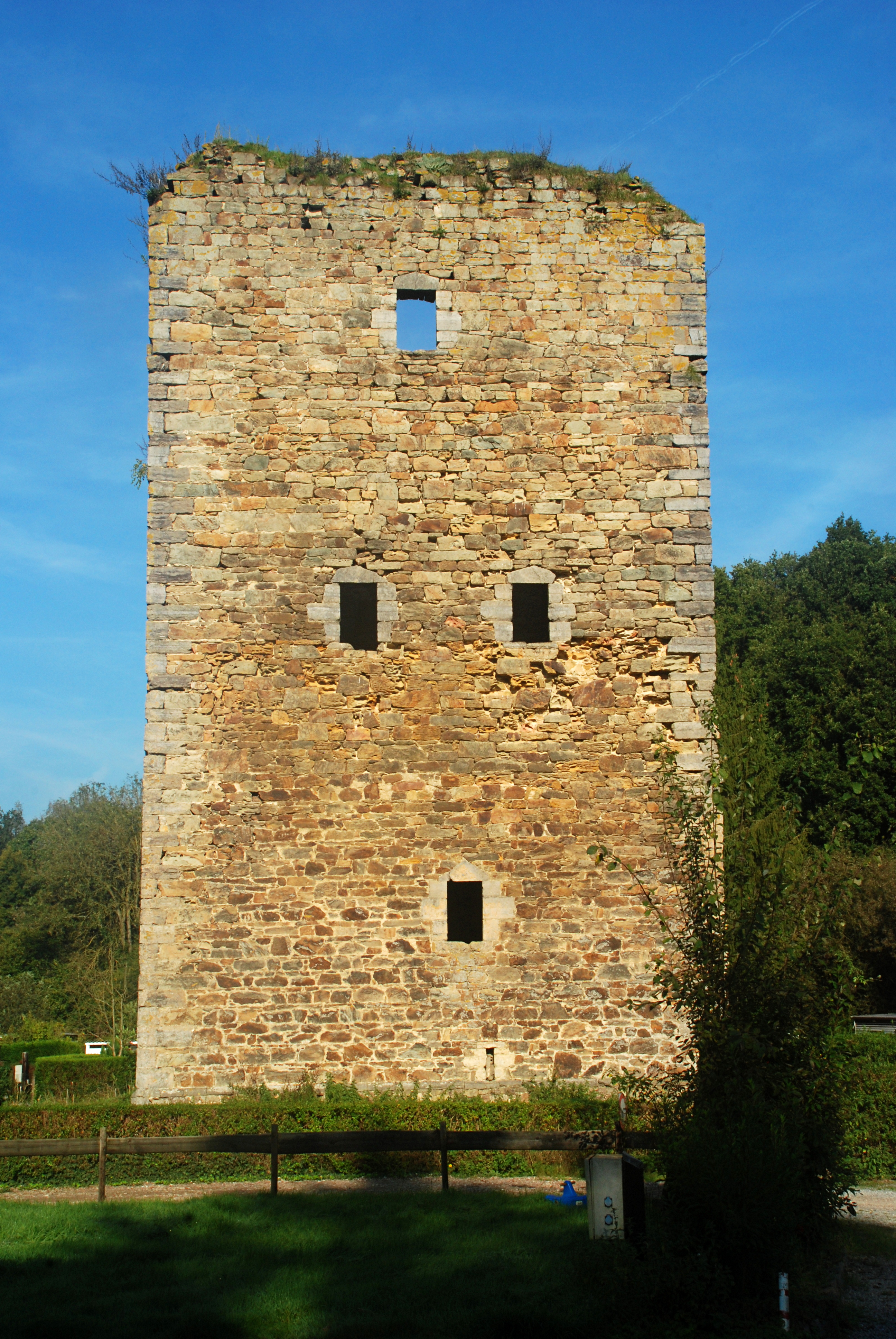
Van veel donjons blijft enkel een ruïne over : Tour d'Alvaux in Walhain (België)